# Boczniak rowkowanotrzonowy

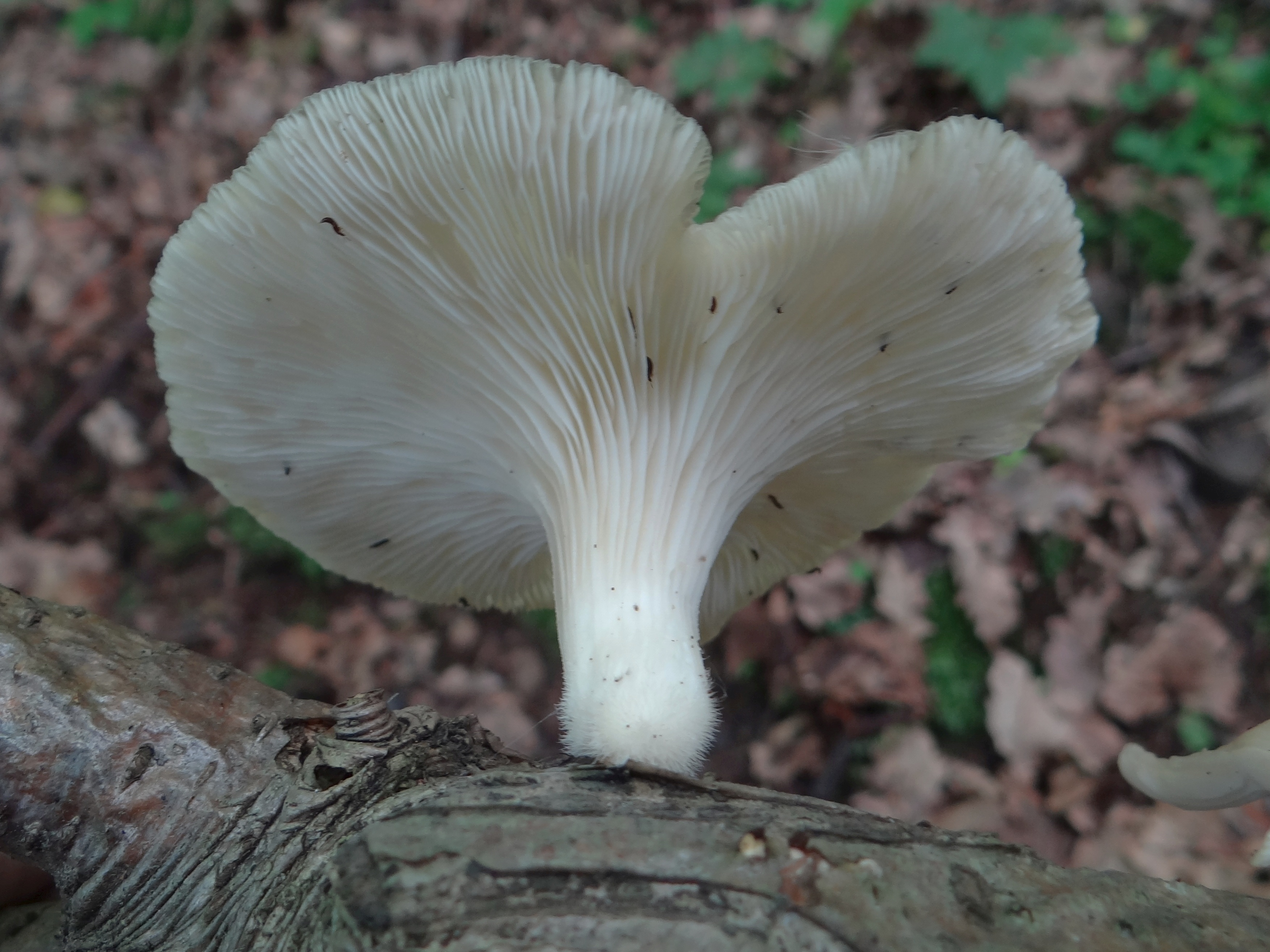

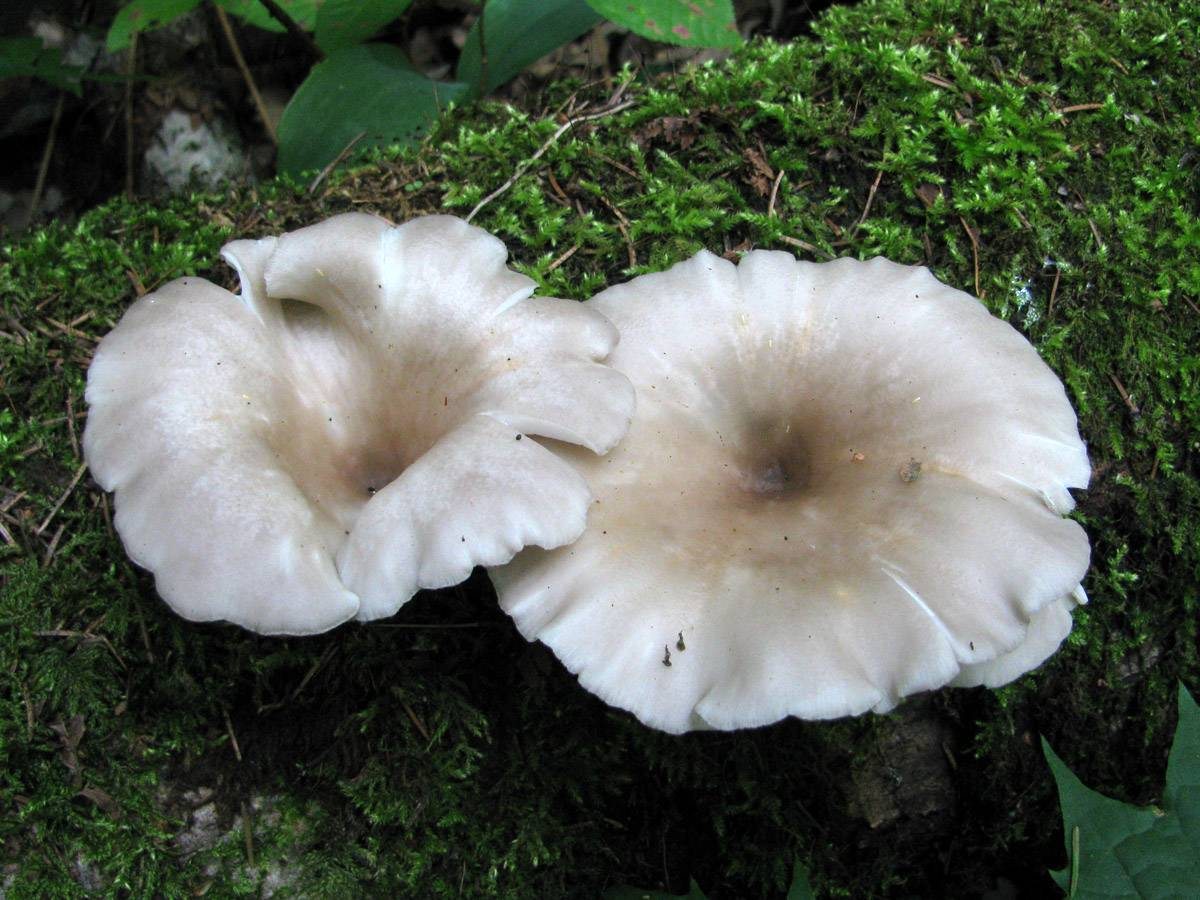

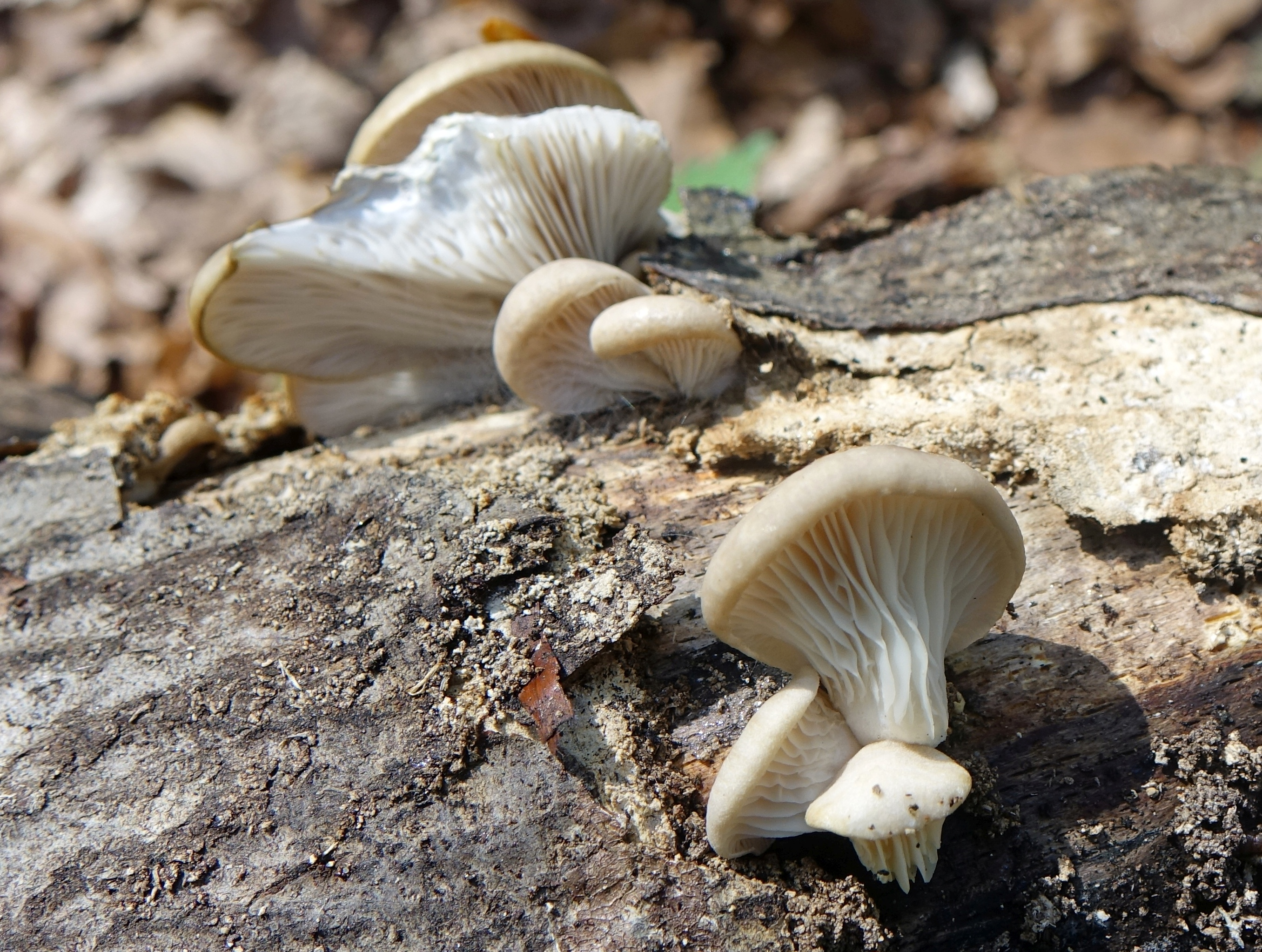

Boczniak rowkowanotrzonowy (Pleurotus cornucopiae (Paulet) Rolland) – gatunek grzybów z rodziny boczniakowatych (Pleurotaceae).

## Systematyka i nazewnictwo
Pozycja w klasyfikacji według Index Fungorum: Pleurotus, Pleurotaceae, Agaricales, Agaricomycetidae, Agaricomycetes, Agaricomycotina, Basidiomycota, Fungi.
Po raz pierwszy takson ten zdiagnozował w 1793 r. J.J. Paulet nadając mu nazwę Dendrosarcus cornucopiae. Obecną, uznaną przez Index Fungorum nazwę nadał mu w 1910 r. Léon Louis Rolland.
Synonimy:

- Agaricus cornucopiae (Paulet) Pers. 1828
- Agaricus dimidiatus Bull. 1791
- Agaricus sapidus Schulzer 188
- Agaricus sapidus Schulzer 1873
- Crepidotus cornucopiae (Paulet) Murrill, 1916
- Dendrosarcus cornucopiae Paulet 1793
- Dendrosarcus sapidus (Sacc.) Kuntze 1898
- Fungus cornucopiae Paulet 1793
- Pleurotus cornucopiae (Paulet) Rolland 1910 subsp. cornucopiae
- Pleurotus cornucopiae (Paulet) Rolland 1910 var. cornucopiae
- Pleurotus ostreatus f. cornucopiae (Paulet) Quél. 1886
- Pleurotus ostreatus var. cornucopiae (Paulet) Pilát 1935
- Pleurotus sapidus Sacc. 1887
- Pocillaria cornucopioides (Paulet) Kuntze 1891

Nazwę polską podał Władysław Wojewoda w 1999 r. Używana jest też nazwa boczniak lejkowaty.

## Morfologia
Kapelusz
Średnica 4–12 cm, kształt początkowo łukowaty, później płaski, w końcu wklęsły, a nawet lejkowaty. Powierzchnia gładka, naga, o barwie białawej, płowożółtej, płowoochrowej, bladobrązowej. Starsze owocniki blakną. Podczas suchej pogody nieco lepki, podczas wilgotnej śliski.
Blaszki
Średnio gęste, o szerokości do 10 mm, głęboko zbiegające po trzonie. W dolnej części często bywają często siateczkowate wskutek połączenia anastomozami. U młodych owocników białe, potem kremowo-żółte.
Trzon
Wysokość 3–10 cm, grubość 1–1,8 cm, centralny lub ekscentryczny, czasami nawet rozgałęziony. Barwa początkowo biała, potem kremowa. Silnie wrośnięty w podłoże.
Miąższ
Elastyczny, mięsisty, biały, nie zmieniający barwy po uszkodzeniu. Smak i zapach łagodny, przyjemny.
Cechy mikroskopowe
Wysyp zarodników białawy. System strzępkowy w miąższu monomityczny lub dimityczny, strzępki o bardzo grubych ścianach, zwłaszcza u starszych owocników. Zarodniki w kształcie wydłużonej elipsoidy o rozmiarach około 8–11 μm o 3,5–5,5 μm. Brak cystyd.
Gatunki podobne
- boczniak ostrygowaty (Pleurotus ostreatus). Jest bardziej pospolity, zwykle większy, ma niebieskosiny kapelusz, boczny trzon, i pojawia się dopiero późną jesienią[4].
- boczniak białożółty (Pleurotus dryinus). Nie ma anastomoz na blaszkach i jego kapelusz nie jest lejkowaty[4].

## Występowanie i siedlisko
W Europie jest szeroko rozprzestrzeniony. Podano jego występowanie także w zachodniej Kanadzie, na wyspie Mauritius obok Afryki i kilku miejscach Azji (Iran, Japonia, Tajwan i Korea). W Polsce znajduje się na Czerwonej liście roślin i grzybów Polski. Ma status V – gatunek narażony, który zapewne w najbliższej przyszłości przesunie się do kategorii wymierających, jeśli nadal będą działać czynniki zagrożenia. Znajduje się na listach gatunków zagrożonych także w Szwajcarii i Norwegii, w Niemczech jest rzadki.
Rośnie w lasach i parkach na martwym drewnie, zwłaszcza buków, topoli osiki i dębów. Owocniki pojawiają się od maja do października.

## Znaczenie
Saprotrof i łagodny pasożyt drzew liściastych. Grzyb jadalny i w niektórych krajach uprawiany tak samo, jak boczniak ostrygowaty. W rejonie Szanghaju w Chinach uprawiany jest na podłożu z bawełny i wiórów drzewnych o zawartości wody powyżej 65%. Jako podłoże stosowana jest także pasteryzowana trawa, ale wydajność produkcji na tym podłożu jest mniejsza.